# NGC 2679
NGC 2679 је спирална галаксија у сазвежђу Рак која се налази на NGC листи објеката дубоког неба.
Деклинација објекта је + 30° 51' 54" а ректасцензија 8h 51m 32,9s. Привидна величина (магнитуда) објекта NGC 2679 износи 13,1 а фотографска магнитуда 14,1. NGC 2679 је још познат и под ознакама UGC 4632, MCG 5-21-14, CGCG 150-41, KCPG 176A, PGC 24884.